# Caecogobius cryptophthalmus
Caecogobius cryptophthalmus är en fiskart som beskrevs av Berti och Ercolini, 1991. Caecogobius cryptophthalmus ingår i släktet Caecogobius och familjen smörbultsfiskar. Inga underarter finns listade.